# Psi6 Aurigae
Título a ser usado para criar uma ligação interna é Psi6 Aurigae.
Psi6 Aurigae (Dolones, 57 Aurigae) é uma estrela na direção da constelação de Auriga. Possui uma ascensão reta de 06h 47m 39.58s e uma declinação de +48° 47′ 22.1″. Sua magnitude aparente é igual a 5.22. Considerando sua distância de 424 anos-luz em relação à Terra, sua magnitude absoluta é igual a −0.35. Pertence à classe espectral K1III.